# Nycticebus coucang
Il loris lento della Sonda (Nycticebus coucang) è una specie di primate strepsirrino appartenente alla famiglia dei lorisidi.

## Distribuzione
Come dice il nome, abita le isole della Sonda: il suo areale si estende anche sul continente asiatico (Malaysia, Thailandia, Birmania, Indocina). Preferisce le aree di foresta pluviale.
Se ne riconoscono tre sottospecie:
- Nycticebus coucang coucang
  - N. coucang coucang
  - N. coucang hilleri
  - N. coucang insularis
  - N. coucang natunae
- Nycticebus coucang javanicus
- Nycticebus coucang menangensis
  - N. coucang bancanus
  - N. coucang borneanus
  - N. coucang menagensis

Si osserva una tendenza ad un accentuamento della banda dorsale man mano che da nord si scende verso le parti meridionali dell'areale: qui gli animali hanno la banda che frontalmente si quadripartisce andando a cerchiare le orecchie ed a congiungersi con la mascherina facciale.

## Descrizione

### Dimensioni
Misura 30–38 cm di lunghezza, per un peso di circa 2 kg.

### Aspetto

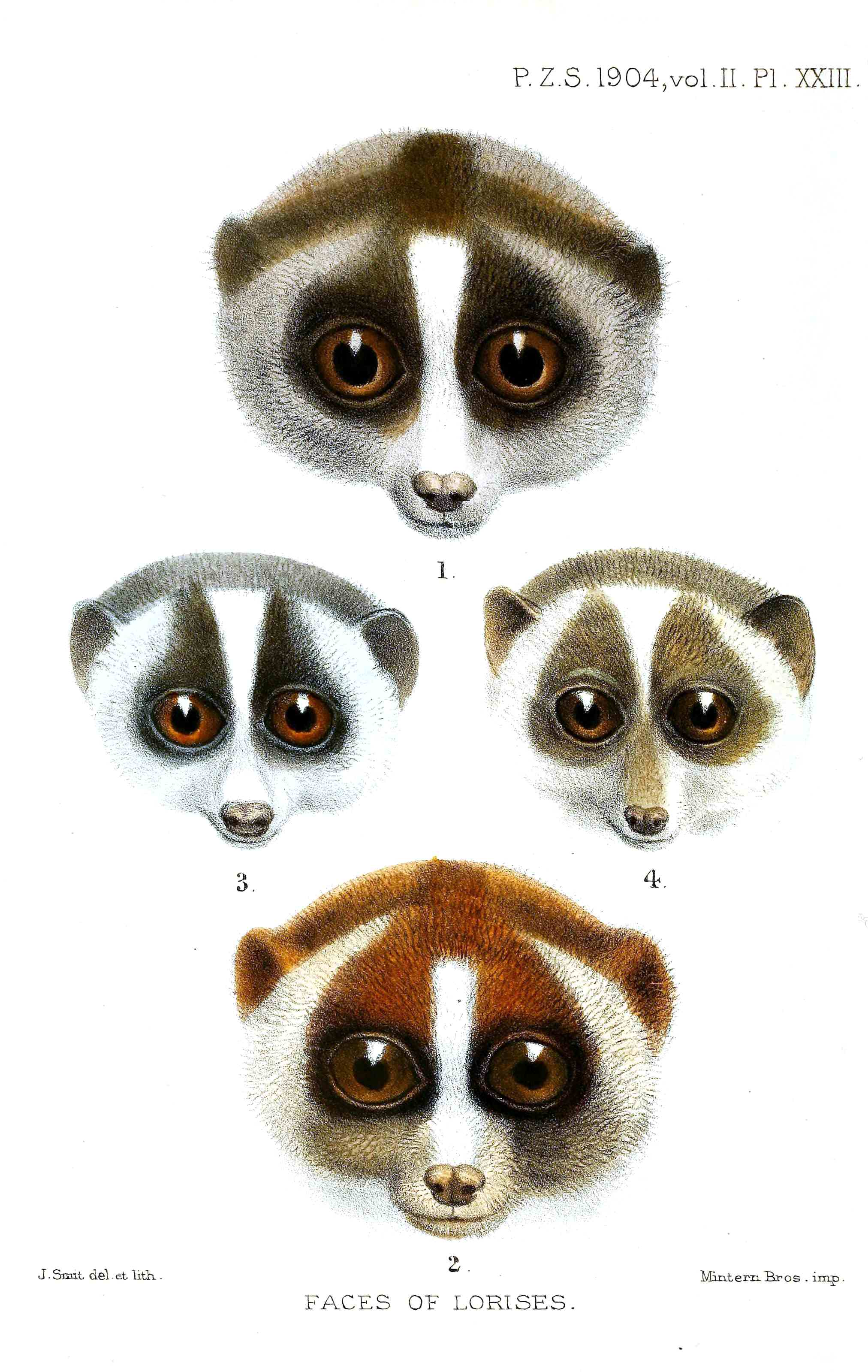
Una raffigurazione del 1904 mostra le varie tipologie di Nycticebus coucang.

Il pelo è corto e folto, con tonalità che vanno dal grigio-bruno al bruno-rossiccio, mentre la zona ventrale è bianco-grigiastra. Attorno al collo e sul dorso è a volte presente una banda nera, mentre una banda bianca corre dalla fronte al muso.
La coda è praticamente atrofizzata: ciò contribuisce a rendere il corpo ancora più tarchiato e robusto di quanto non sia in realtà. Le mani possiedono un secondo dito assai ridotto, che nelle mani posteriori presenta un'unghia specializzata per il grooming.
Il muso è corto e appuntito, sormontato da due grandi occhi circondati da anelli marroni: ai lati della testa sporgono due piccoli orecchi rotondi.
Questi animali possiedono numerose vertebre dorsali, il che permette all'animale di ruotare di molto il busto rispetto all'addome.

## Biologia
Si tratta di animali notturni e solitari, che marcano il territorio con l'urina per evitare conflitti intraspecifici: a volte li si può vedere in piccoli nuclei familiari. Durante il giorno, dormono appallottolati all'interno di cavità del tronco, o in mancanza di queste anche su semplici rami. Di notte si muovono flemmaticamente fra gli alberi, avendo cura di muovere un passo solo se hanno presa salda almeno con due zampe. Se avvistano od annusano la presenza di un pericolo, congelano i loro movimenti e possono restare immobili per ore.

### Pericolosità e difese
Caso raro fra i mammiferi, questo animale è capace di un morso velenoso: la tossina dai poteri infiammatori viene in realtà prodotta da ghiandole poste nell'incavo dei gomiti, ed è l'animale a portarla alla bocca. Con questa saliva velenosa le femmine cospargono i loro cuccioli. Se minacciato, questo animale inocula la tossina tramite il morso, attraverso il pettine dentale evoluto dagli strepsirrhini.

### Alimentazione
Questi animali sono principalmente insettivori, ma quando capita l'occasione non esitano a cibarsi di uova, piccoli vertebrati e materiale vegetale. A differenza dei lori gracili, i lori lenti non spennano gli uccelli catturati, ma si limita a passare le labbra sulle penne prima di mangiare la preda.

### Gestazione
La femmina ha due periodi di estro: la gestazione dura circa 6 mesi, al termine dei quali viene dato alla luce un unico cucciolo. Quest'ultimo viene svezzato attorno agli 8-9 mesi d'età, ma è raro che si allontani dalla madre prima dell'anno e mezzo, quando raggiunge la maturità sessuale.
In cattività, questi animali vivono fino a ventisei anni.

## Il lori lento nella cultura di massa
I lori lenti costituiscono una parte consistente delle superstizioni delle popolazioni native del loro ambiente naturale: a seconda della zona, il lori può essere portatore di buone novelle o di sventure. A Giava questi animali, chiamati muka ("la faccia"), sono forieri di una malattia, di morte o di una disgrazia, e si dice che siano sempre tristi (a causa dell'espressione facciale) poiché sono una porta aperta sull'aldilà, quindi vedono gli spiriti inquieti dei defunti.
La loro pelliccia, invece, è considerata medicamentosa.
Ultimamente presso le popolazioni occidentali, il Loris Lento entra a far parte di un commercio illegale che porta alla distruzione fisica e morale dell'animale. È in atto una campagna contro la loro tortura e contro il loro commercio.